# Johan Eduard Bittman
Johan Eduard Bittman, född 20 augusti 1869, död 4 april 1939, var en dansk missionär verksam i Indien från 1895 till 1936.

## Psalmer
- Som daggens pärlor glöda, nr 569 i Svenska Missionsförbundets sångbok 1920. Finns på Wikisource.